# Governo Turčyn
Il Governo Turčyn è l'11º governo della Bielorussia, in carica dal 10 marzo 2025. Si è formato in seguito alle dimissioni del governo precedente, guidato da Raman Haloŭčenka, il quale è stato nominato direttore della Banca nazionale della Bielorussia. Il Presidente della repubblica, Aljaksandr Lukašėnka, ha quindi nominato come nuovo Primo ministro Aljaksandar Turčyn, che aveva già svolto il ruolo di Vice primo ministro tra il 2018 e il 2019, nell'allora governo Rumas.

## Compagine di governo

### Appartenenza politica
Dal momento della sua formazione fino ad oggi, il governo risulta composto esclusivamente da membri non affiliati ad alcun partito.
| Partito | Partito      | Primo ministro | Vice primo ministro | Ministri | Presidenti di comitato | Altre cariche | Totale |
| ------- | ------------ | -------------- | ------------------- | -------- | ---------------------- | ------------- | ------ |
|         | Indipendenti | 1              | 5                   | 24       | 7                      | 5             | 42     |

### Provenienza geografica
La provenienza geografica dei membri del Governo alla sua formazione si può così riassumere:
| Regione       | Primo ministro | Vice primo ministro | Ministri | Presidenti di comitato | Altre cariche | Totale |
| ------------- | -------------- | ------------------- | -------- | ---------------------- | ------------- | ------ |
| Hrodna        | 1              | 2                   | 2        | 2                      | -             | 7      |
| Mahilëŭ       | -              | 2                   | 3        | 2                      | 2             | 9      |
| Homel'        | -              | 1                   | -        | -                      | 1             | 2      |
| Minsk (città) | -              | -                   | 9        | -                      | 1             | 10     |
| Minsk         | -              | -                   | 4        | 1                      | 1             | 6      |
| Brėst         | -              | -                   | 2        | -                      | -             | 2      |
| Vicebsk       | -              | -                   | 2        | -                      | -             | 2      |
| Estero        | -              | -                   | 2        | 2                      | -             | 4      |

### Sostegno parlamentare
| Camera                    | Collocazione     | Partiti                    | Seggi    |
| ------------------------- | ---------------- | -------------------------- | -------- |
| Camera dei rappresentanti | Maggioranza      | BR (51), Indipendenti (40) | 91 / 110 |
| Camera dei rappresentanti | Appoggio esterno | RPTS (8), KPB (7)          | 15 / 110 |
| Camera dei rappresentanti | Opposizione      | LDPB (4)                   | 4 / 110  |

## Composizione
Il Governo è composto da 30 ministri (compreso il Primo ministro e i suoi vice), da 6 presidenti dei comitati statali, dal capo dell'amministrazione presidenziale, dal presidente del comitato di controllo e dal governatore della Banca nazionale.
| Presidium del Consiglio dei ministri                                                       | Presidium del Consiglio dei ministri | Presidium del Consiglio dei ministri                                             | Presidium del Consiglio dei ministri          |
| Carica                                                                                     | Titolare                             | Titolare                                                                         | Titolare                                      |
| ------------------------------------------------------------------------------------------ | ------------------------------------ | -------------------------------------------------------------------------------- | --------------------------------------------- |
| Primo ministro                                                                             |                                      |                                                                                  | Aljaksandar Turčyn (Ind.)                     |
| Primo Vice primo ministro                                                                  |                                      |                                                                                  | Mikalaj Snapkoŭ (Ind.)                        |
| Vice primo ministro                                                                        |                                      |                                                                                  | Uladzimir Karanik (Ind.) Fino al 22/05/2025   |
| Vice primo ministro                                                                        |                                      | Natalĺja Pjatkevič (Ind.) Dal 22/05/2025 Con delega al settore sociale           |                                               |
| Vice primo ministro                                                                        |                                      | Viktar Karankievič (Ind.) Con deleghe all'industria e all'energia                |                                               |
| Vice primo ministro                                                                        |                                      | Anatoĺ Sivak (Ind.) Con deleghe all'edilizia, ai servizi pubblici e ai trasporti |                                               |
| Vice primo ministro                                                                        |                                      | Juryj Šulejka (Ind.) Con delega all'agricoltura                                  |                                               |
| Capo dell'amministrazione presidenziale                                                    |                                      |                                                                                  | Dźmitryj Krutoj (Ind.)                        |
| Presidente del comitato di controllo                                                       |                                      |                                                                                  | Vasilʹ Herasimau (Ind.)                       |
| Governatore della Banca nazionale                                                          |                                      |                                                                                  | Raman Haloŭčenka (Ind.)                       |
| Ministri                                                                                   |                                      |                                                                                  |                                               |
| Ministero                                                                                  | Titolare                             | Titolare                                                                         | Titolare                                      |
| Regolamentazione antimonopolio e commercio                                                 |                                      |                                                                                  | Artur Karpovič (Ind.)                         |
| Architettura e costruzioni                                                                 |                                      |                                                                                  | Aljaksandr Studneŭ (Ind.)                     |
| Affari interni                                                                             |                                      |                                                                                  | Ivan Kubrakоŭ (Ind.)                          |
| Edilizia abitativa e servizi comunali                                                      |                                      |                                                                                  | Henadz Trubila (Ind.)                         |
| Salute                                                                                     |                                      |                                                                                  | Aljaksandr Chodžajeŭ (Ind.)                   |
| Affari esteri                                                                              |                                      |                                                                                  | Maksim Ryžankоŭ (Ind.)                        |
| Informazione                                                                               |                                      |                                                                                  | Marat Markaŭ (Ind.)                           |
| Cultura                                                                                    |                                      |                                                                                  | Ruslan Čarneckі (Ind.)                        |
| Foreste                                                                                    |                                      |                                                                                  | Aljaksandr Kulik (Ind.)                       |
| Difesa                                                                                     |                                      |                                                                                  | Viktar Chrenin (Ind.)                         |
| Istruzione                                                                                 |                                      |                                                                                  | Andrej Ivanec (Ind.)                          |
| Imposte e dazi                                                                             |                                      |                                                                                  | Dzmitryj Kijko (Ind.)                         |
| Situazioni di emergenza                                                                    |                                      |                                                                                  | Vadim Sinjaŭski (Ind.)                        |
| Risorse naturali e tutela ambientale                                                       |                                      |                                                                                  | Siarhiej Masliak (Ind.)                       |
| Industria                                                                                  |                                      |                                                                                  | Aljaksandr Jafimaŭ (Ind.) Fino al 30/06/2025  |
| Industria                                                                                  |                                      | Andrej Kuzniacoŭ (Ind.) Dal 30/06/2025                                           |                                               |
| Comunicazioni e informatizzazione                                                          |                                      |                                                                                  | Kiryl Zaleski (Ind.)                          |
| Agricoltura e alimentazione                                                                |                                      |                                                                                  | Jurij Horłaŭ (Ind.)                           |
| Sport e turismo                                                                            |                                      |                                                                                  | Siarhiej Kavalčuk (Ind.)                      |
| Trasporti e comunicazioni                                                                  |                                      |                                                                                  | Alaksiej Ljachnovič (Ind.)                    |
| Lavoro e protezione sociale                                                                |                                      |                                                                                  | Natallia Paŭliučenka (Ind.)                   |
| Finanze                                                                                    |                                      |                                                                                  | Jurij Seliviorstaŭ (Ind.)                     |
| Economia                                                                                   |                                      |                                                                                  | Jurij Čabatar (Ind.)                          |
| Energia                                                                                    |                                      |                                                                                  | Alaksiej Kušnareńka (Ind.) Fino al 31/03/2025 |
| Energia                                                                                    |                                      | Dźanis Maroz (Ind.) Dal 31/03/2025                                               |                                               |
| Giustizia                                                                                  |                                      |                                                                                  | Jaŭhien Kavalienka (Ind.)                     |
| Presidenti di comitato                                                                     |                                      |                                                                                  |                                               |
| Comitato                                                                                   | Titolare                             | Titolare                                                                         | Titolare                                      |
| Militare-industriale                                                                       |                                      |                                                                                  | Dźmitryj Pantus (Ind.)                        |
| Proprietà statale                                                                          |                                      |                                                                                  | Dźmitryj Matusievič (Ind.)                    |
| Scienza e tecnologia                                                                       |                                      |                                                                                  | Siarhiej Šlyčkoŭ (Ind.)                       |
| Standardizzazione                                                                          |                                      |                                                                                  | Alena Marhunova (Ind.)                        |
| Frontiere                                                                                  |                                      |                                                                                  | Kanstancin Molastaŭ (Ind.)                    |
| Dogane                                                                                     |                                      |                                                                                  | Uładzimir Arłoŭski (Ind.)                     |
| Sicurezza                                                                                  |                                      |                                                                                  | Ivan Tertel (Ind.)                            |
| Altre figure                                                                               |                                      |                                                                                  |                                               |
| Carica                                                                                     | Titolare                             | Titolare                                                                         | Titolare                                      |
| Presidente del presidium dell'Accademia nazionale delle scienze                            |                                      |                                                                                  | Uładzimir Husakoŭ (Ind.) Fino al 22/05/2025   |
| Presidente del presidium dell'Accademia nazionale delle scienze                            |                                      | Uladzimir Karanik (Ind.) Dal 22/05/2025                                          |                                               |
| Presidente del consiglio dell'Unione repubblicana bielorussa delle società dei consumatori |                                      |                                                                                  | Inesa Karatkievič (Ind.)                      |

### Bibliografiche
1. ↑  (RU) Названы новые премьер-министр и глава Нацбанка Беларуси. Кто занял посты?, su myfin.by, 10 marzo 2025. URL consultato il 20 agosto 2025.
2. ↑  (EN) Lukashenko appoints Alexander Turchin as Belarus's new PM, su The Kyiv Independent, 10 marzo 2025. URL consultato il 20 agosto 2025.
3. ↑   government.gov.by,  https://government.gov.by/by/.
4. ↑  (BY) Аляксей Кушнарэнка назначаны старшынёй Мінскага аблвыканкама | Навіны Беларусі | Беларускія навіны | Беларусь - афіцыйныя навіны | Мінск | БелТА, su blr.belta.by, 31 marzo 2025. URL consultato il 20 agosto 2025.
5. ↑  (BY) Лукашэнка назначыў міністрам энергетыкі Дзяніса Мароза | Навіны Беларусі | Беларускія навіны | Беларусь - афіцыйныя навіны | Мінск | БелТА, su blr.belta.by, 31 marzo 2025. URL consultato il 20 agosto 2025.

### Esplicative
1. ↑  Jurij Horłaŭ, Jaŭhien Kavalienka e Kanstancin Molastaŭ sono nati in Russia, Siarhiej Šlyčkoŭ in Turkmenistan, allora entrambi territori dell'Unione Sovietica.
2. ↑  Seppur formalmente si trovi all'opposizione, il Partito Liberal-Democratico di Bielorussia appoggia de facto il presidente Lukašėnka.
3. 1 2 3  Membro del Presidium del Consiglio dei ministri.